# Фелікс Валлотон
 Фелікс Валлотон (фр. Félix Edouard Vallotton; *28 грудня 1865, Лозанна — †29 грудня 1925) — художник, відомий насамперед як графік, походить з Швейцарії. Малював портрети, пейзажі, побутові картини.

## Ранні роки
Народився в консервативній заможній родині. Навчався в кантональному коледжі. В 17 років перебрався в Париж і поступив в Академію Жульєна. Педантичний як німець, він багато часу проводив в Луврі, який і став для нього дійсною академією. Він був закоханим в твори Франсуа Мілле, Рембрандта, Дюрера, Енгра, Ганса Гольбейна. Пізніше він уславиться своїми ксілографіями (дереворитами) з робіт старих майстрів.

## Снайперський зір
Валлотон мав відмінний зір, якого б вистачило на трьох імпресіоністів. Проблеми з зором обумовили й своєрідну техніку малювання імпресіоністів — невеликими мазками та без чітких контурів. Проблеми з зором у Клода Моне були такі складні, що він порізав пізні картини через їх неправдивість і штучний колорит.
Чудовий зір Валлотона, навпаки, обумовив різку і надзвичайно чітку манеру в живопису, близьку до фото. Через це вони вважались позбавленими поезії, натхнення, того, чого наче б то вдосталь було в імпресіоністів.
«Снайперський» зір Валлотона знадобився художнику, коли він став співпрацювати з часописами («Плюм», «Ревю Бланш»). Видатний графік за покликом і натурою, він знайшов тут своє справжнє місто. Були на повну потужність використані і його економна манера в малюнках, і гострий психологізм, і повага до людського обличчя, як у талановитого портретиста. Особливо вдалими були портрети художника Каміля Піссарро, письменників Стендаля, Лева Толстого, Андре Жида. Йому однаково добре вдавалися обличчя старих і молодих, модних денді і байдужих до моди, пророків і пройдисвітів. Першим був виконаний портрет Поля Верлена. Графічні портрети і окремі гравюри роботи Валлотона розійшлися багатьма книгами і тимчасовими виданнями.

## Успіх
Художник пізнав справжній успіх. Його виставки пройшли в Австо-Угорщині, Німеччині, Швейцарії. Привезли його твори і в Російську імперію, в Москву і Петербург. Побачили їх і в Україні, а саме в містах Київ та Одеса.
Фелікс Валлотон помер в Парижі від раку, яким хворів на схилі літ.

## Галерея

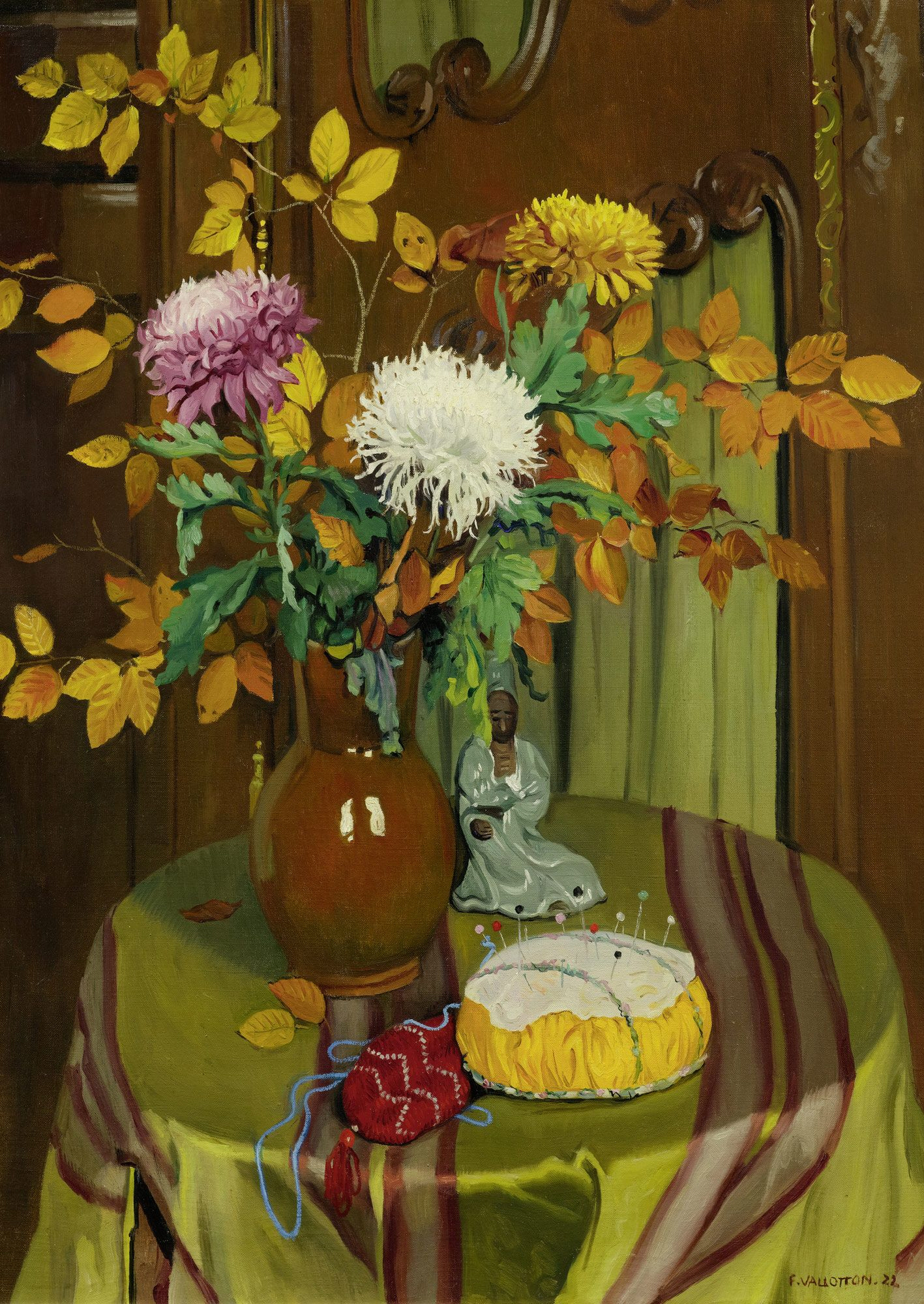
«Хризантеми і дрібнички на столі», 1922 р.
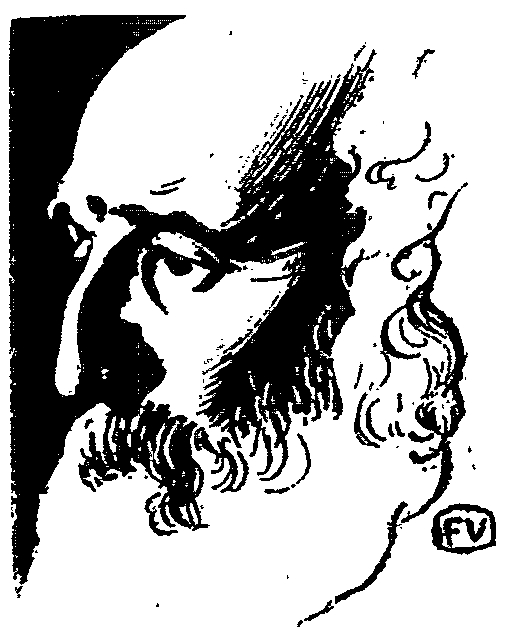
Каміль Піссарро
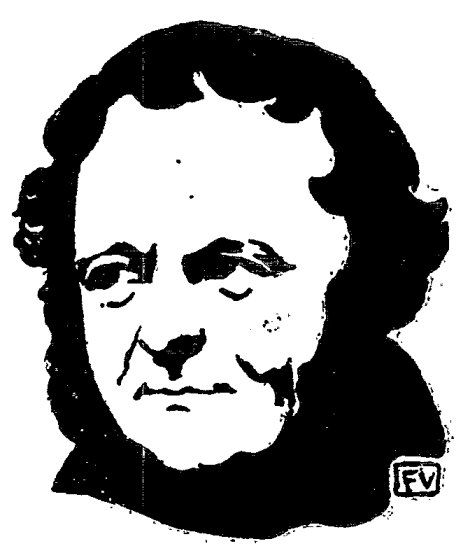
Стендаль
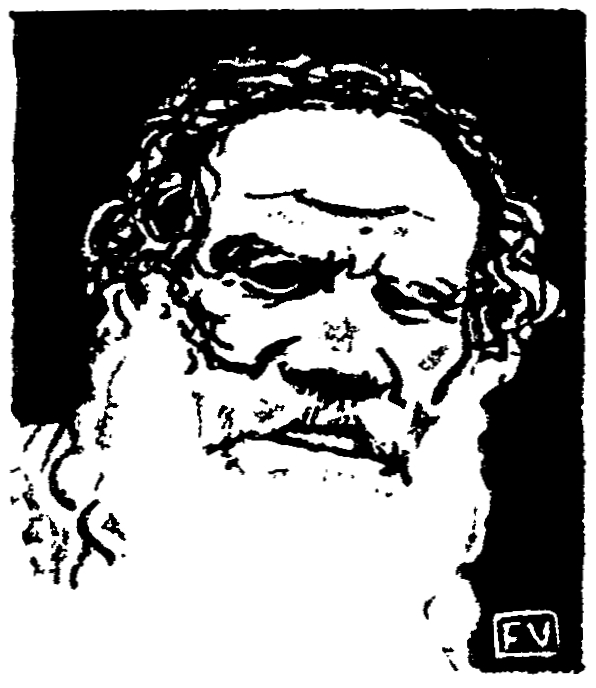
Лев Толстой, 1895
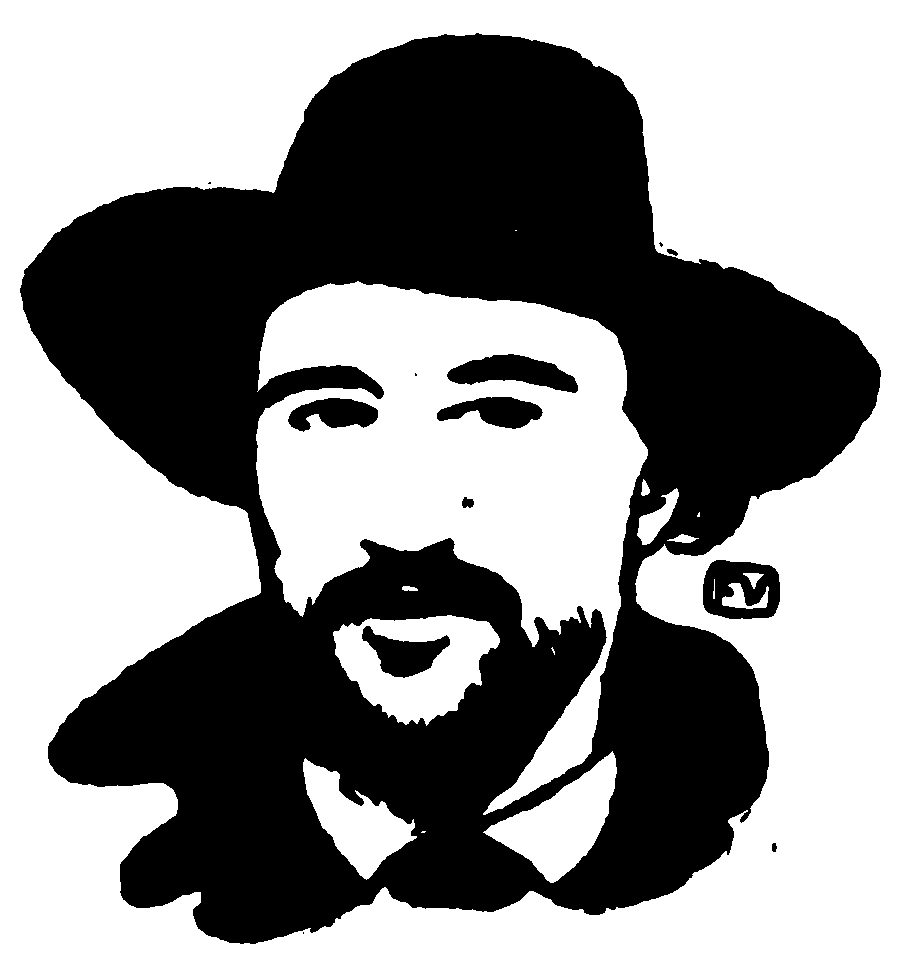
Андре Жид, 1898
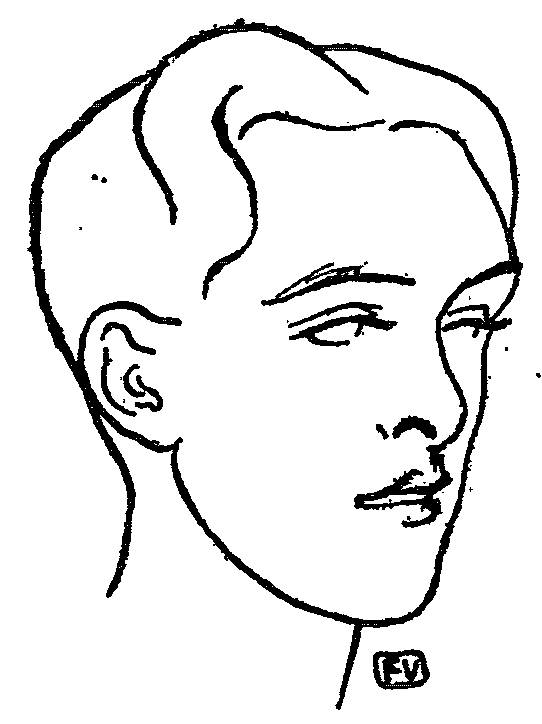
Альфред Дугас
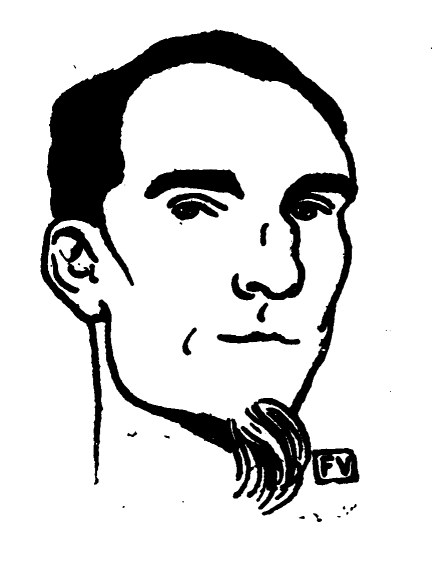
Фелікс Фенеон
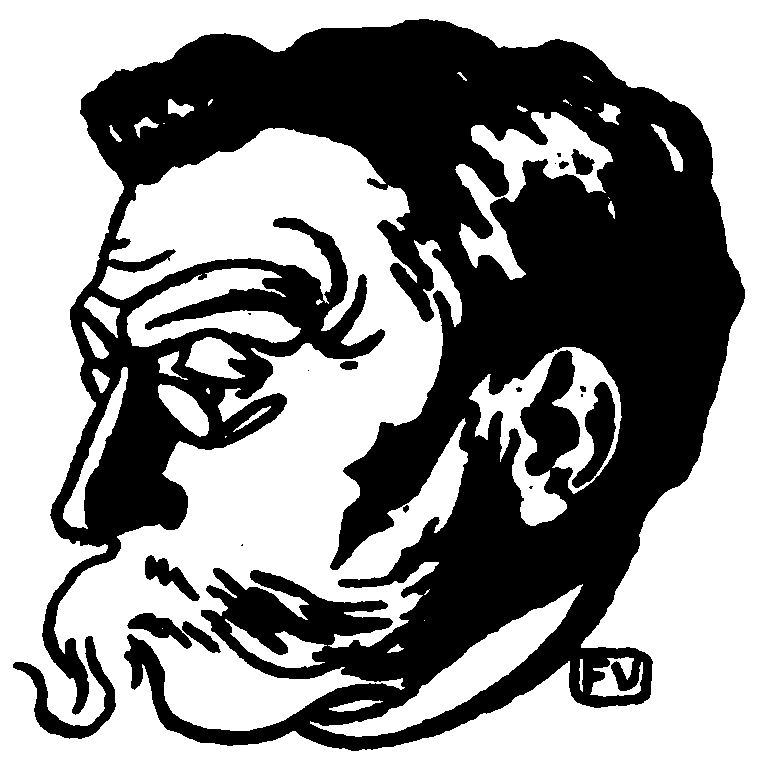
Еміль Верхарн
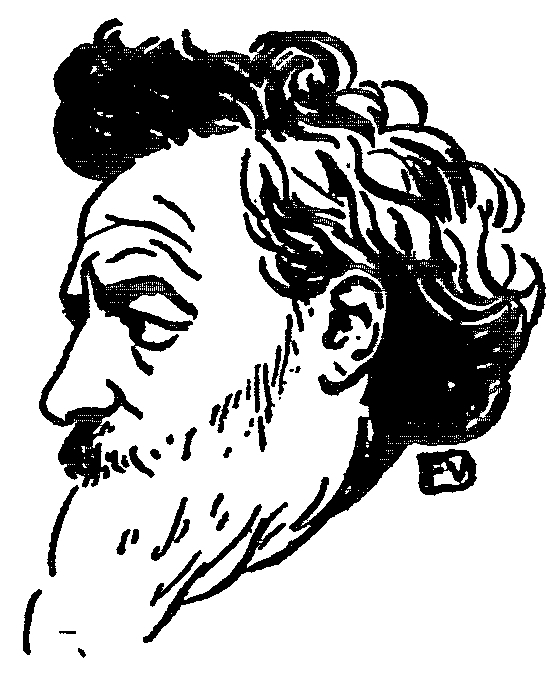
Вільям Морріс
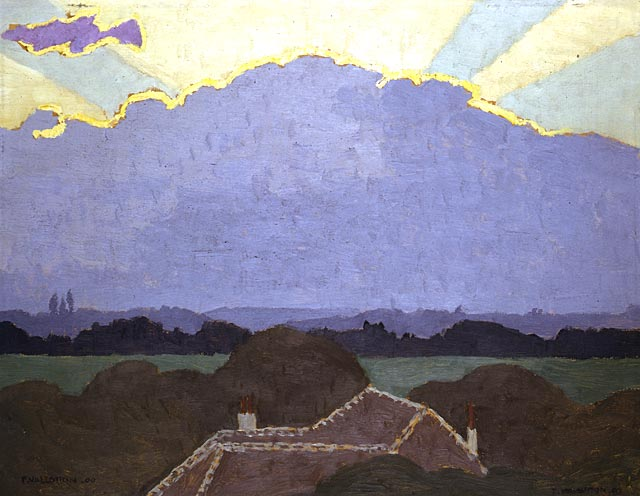
«Хмара.Краєвид», 1900 р., Кантональний музей красних мистецтв, Лозанна.
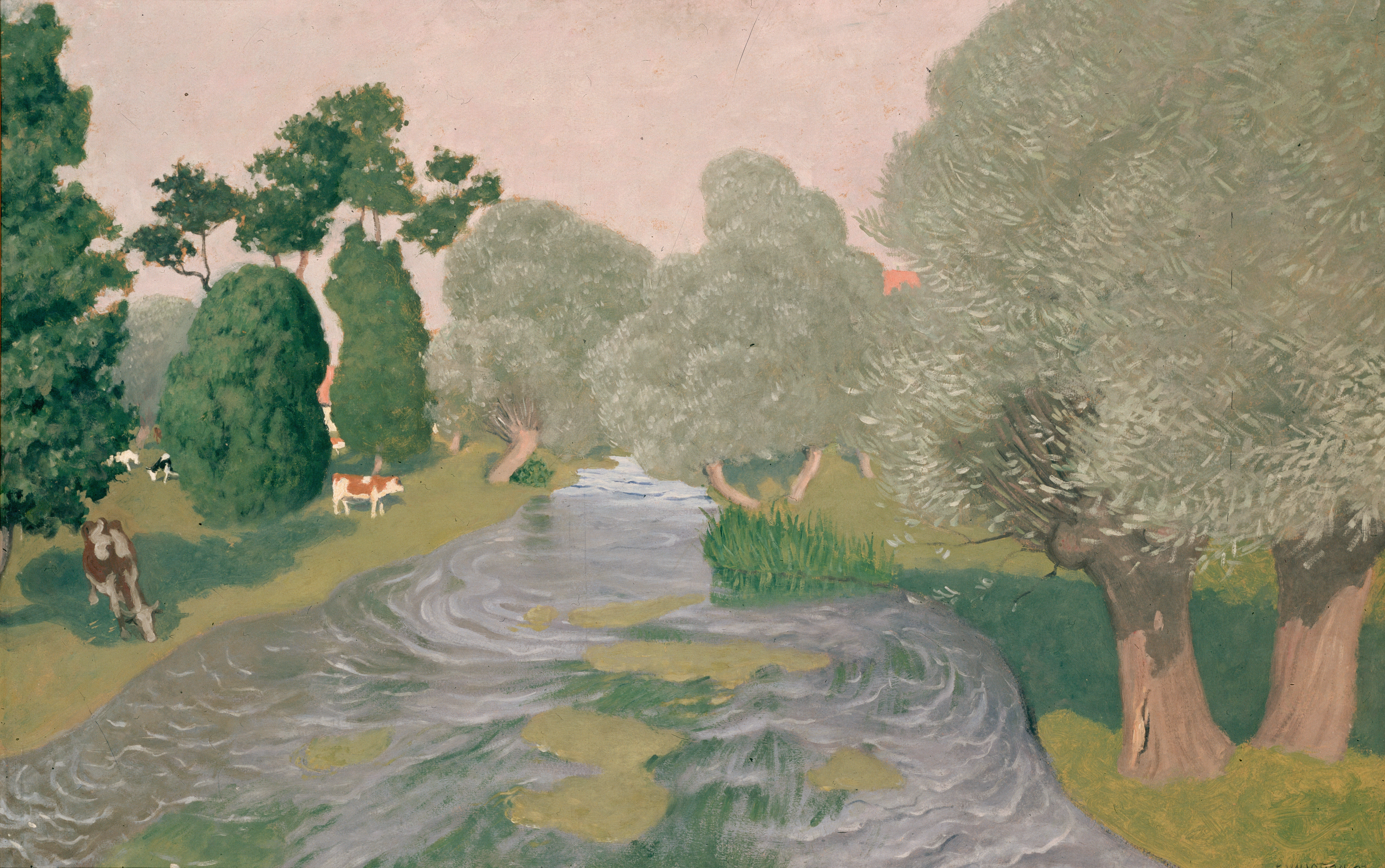
«Корови на водопої»
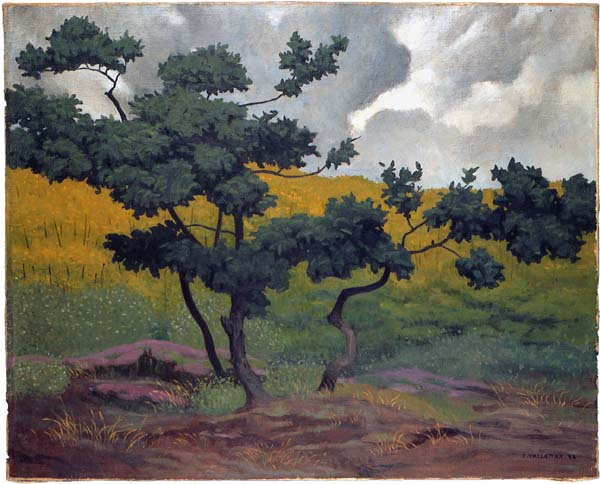
«Пейзаж»
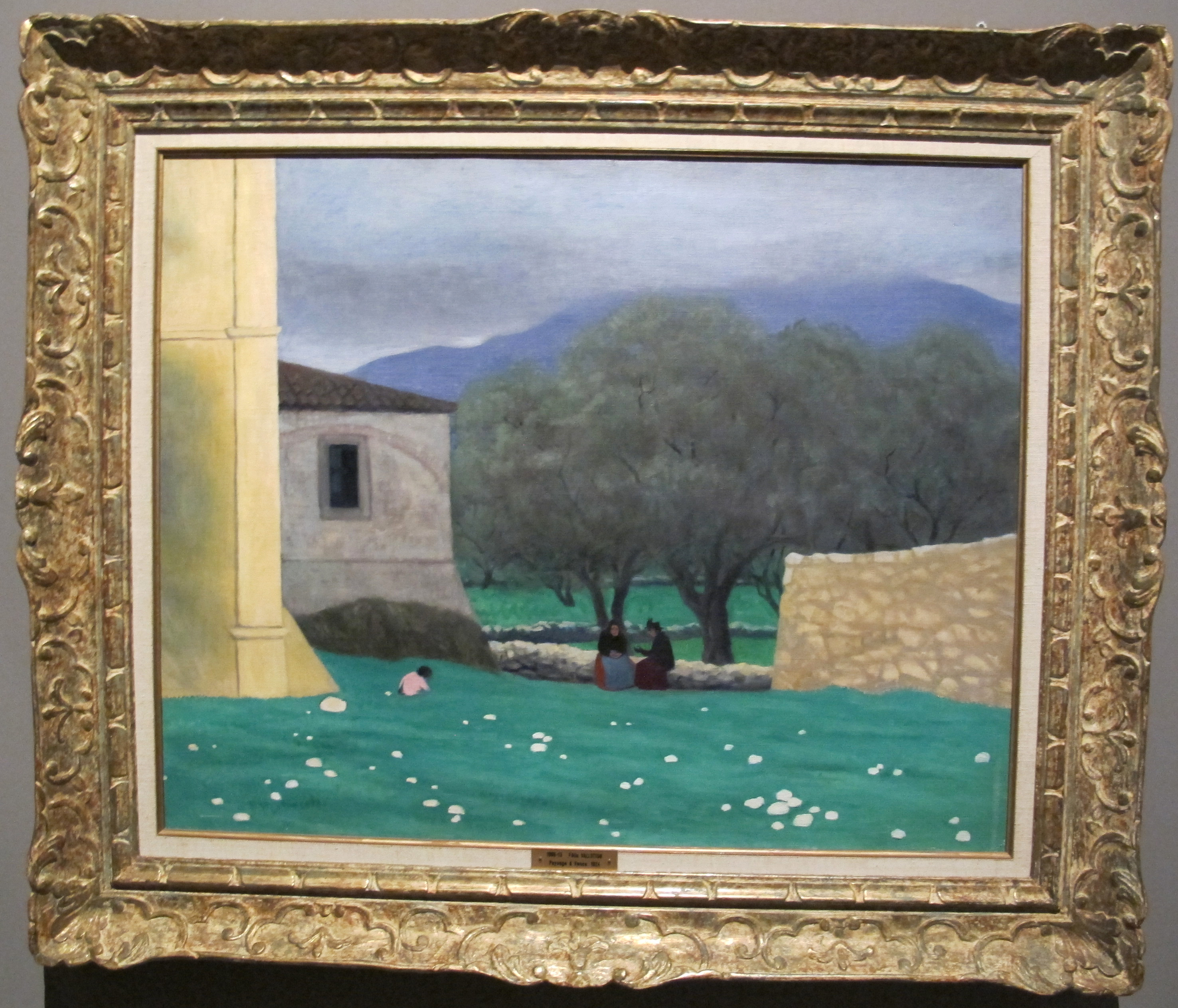
Фелікс Валлотон, «Пейзаж з фігурами жінок у місті Ванс», 1924 р., Женевський музей мистецтва і історії